# CS Grevenmacher
Club Sportif Grevenmacher är en fotbollsklubb från Grevenmacher i Luxemburg.
Klubben grundades 1909 och tog sin hittills enda titel säsongen 2002-03, då man vann Foussball Nationaldivisioun.